# GLADIATOR 031 in OSAKA
GLADIATOR 031 in OSAKAは、日本の総合格闘技団体「GLADIATOR」の大会の一つ。
2025年6月8日、大阪府豊中市の176BOXで開催された。

## 大会概要
今大会のメインはバンタム級王座決定戦。第9代同級王者の竹中大地がベルトを返上し、空位の王座を南友之輔と、韓国のMMA団体Black Combatの同級2位でGLADIATOR初参戦のパク・ソンジュンが争うこととなった。
コメインでは今井健斗と久保健太が、フライ級王者オトゴンバートル・ホルドバートルへの挑戦権を賭けて対戦する。両者は練習仲間であり、兄弟のような関係性のなかで直接対決を迎える展開にも注目が集まる。
このほかメインカードでは、前大会で神田T-800周一に敗れたルキヤの復帰戦、ライト級王者・小森真誉が望月貴史とのノンタイトル戦、前ヘビー級王者・大番高明が参戦し、PROGRESSルール2試合も組まれている。

## 試合結果

### オープニングファイト
フライ級 5分1R
○  谷口隆元 vs.  藤原健介 ×
1R 3:47 KO
バンタム級 5分1R
○  小林龍輝 vs.  田口大貴 ×
1R 0:42 TKO
フェザー級 5分1R
○  谷川渉 vs.  内山裕太郎 ×
1R 1:18 リアネイキドチョーク
ヘビー級 5分1R
○  秦康太 vs.  松本洋平 ×
1R 0:21 KO

### プレリミナリーファイト
第1試合 ライト級 5分2R
○  拳椰 vs.  フラビオ・ディオゴ ×
判定3-0
第2試合 フェザー級 5分2R
○  コウ vs.  山下魁 ×
1R 1:58 TKO
第3試合 フライ級 5分2R
○  福島祐貴 vs.  澤田政輝 ×
1R 1:51 三角絞め
第4試合 ライト級 5分2R
○  友實達也 vs.  LUCKYBOY慶輔 ×
1R 2:42 肩固め
第5試合 フライ級 5分2R
○  岩崎圭吾 vs.  千葉琉偉 ×
判定3-0
第6試合 ストロー級 5分2R
○  諸井裕祐 vs.  塩川玲斗 ×
判定3-0
第7試合 バンタム級 5分2R
○  しゅんすけ vs.  原田康平 ×
2R 1:56 リアネイキドチョーク
第8試合 ウェルター級 5分2R
○  後藤丈季 vs.  大道翔貴 ×
判定1-1　※マスト判定
第9試合 バンタム級 5分2R
○  小林佳純 vs.  野口蒼太 ×
判定3-0
第10試合 フェザー級 5分2R
○  國頭武 vs.  ヤン・ジファン ×
判定3-0
第11試合 OFG KICKBOXING 70kg契約 3分3R
○  荒尾裕太 vs.  イ・スンウク ×
1R 1:48 TKO

### メインカード
第12試合 PROGRESライト級 5分2R
○  岸田海輝 vs.  石田拓穂 ×
2R 4:12　ヒールホールド
第13試合 PROGRESライト級 5分2R
○  田中有 vs.  徳野”一心”和馬 ×
2R 1:18 アームロック
第14試合 ヘビー級 5分3R
○  大番高明 vs.  ブロリー ×
1R 1:51 アームロック
第15試合 ライト級 5分3R
○  小森真誉 vs.  望月貴史 ×
判定3-0
第16試合 バンタム級 5分3R
○  ルキヤ vs.  宮川日向 ×
2R 0:54 TKO
第17試合 GLADIATORフライ級挑戦者決定戦 5分3R
○  今井健斗 vs.  久保健太 ×
2R 3:52 肩固め
第18試合 GLADIATORバンタム級王者決定戦 5分3R
○  南友之輔 vs.  パク・ソンジュン ×
判定3-0
※南友之輔が第10代GLADIATORバンタム級王者に

### ザ・ワンTV ファイトボーナス
今井健斗 ※20万円
南友之輔 ※10万円